# Técnicas aversivas
Las técnicas aversivas son principalmente utilizadas en situaciones en las que se busca crear un sentimiento de disgusto en una persona para así lograr detener las continuas ganas de querer realizar dicho comportamiento. Este tipo de terapias buscan asociar un patrón de reacción comportamental no deseado y sancionado con una estimulación desagradable y de esta manera las consecuencias de este comportamiento no deseado sean lo suficientemente desagradables para el individuo que lleva a cabo ese comportamiento y así deje de realizarlo.

## En qué ámbito se utilizan
La psicoterapia puede definirse como el tratamiento de naturaleza psicologíca de los trastornos emociónales, de la personalidad y de la conducta, en donde se ve involucrada la comunicación entre paciente y terapeuta y que emplea métodos con una fundamentación teórica. Además de que la psicoterapia se basa en esa específica relación, también se basa en la utilización de las técnicas y de los procedimientos específicos para cada situación.
A pesar de la gran dispersión y variedad que hay en este campo, las diferentes prácticas psicoterapeutas podrían dividirse en cinco grupos principales: El enfoque conductual, cognitivo, psicodinámico, humanista y familiar, sin embargo existen otras terapias.
Debido a que las técnicas aversivas se ven más involucradas en el campo conductual, es en el que nos centraremos.
La psicoterapia conductual o de conducta es el enfoque de la psicología clínica que se fundamenta siempre en la psicología del aprendizaje para dar una explicación a los trastornos psicológicos y el desarrollo de estrategias dirigidas al campo terapéutico.
Las técnicas aversivas es un procedimiento que toma lugar en la psicoterapia conductual ya que implica que estímulos, pensamientos o conductas asociados alguna respuesta que se desea eliminar se emparejan algún estímulo que ocasiona respuestas de disgusto, de esta manera disminuirá la probabilidad de la respuesta indeseada y de manera preferente, eliminando por completo dicho comportamiento.
Nuestro comportamiento se ve influido por los estímulos o las variables contextuales que suceden antes del mismo y también por las consecuencias que tiene. Las técnicas aversivas son aquellas que implican la manipulación de los antecedentes y consecuentes que mantienen el control de la conducta con la finalidad de conseguir cambios en ella.
Estas técnicas pueden dividirse en tres diferentes clasificaciones según para lo que se necesite trabajar:
A) Desarrollar, aumentar o mantener conductas.
B) Reducir o eliminar conductas.
C) Potenciar y/o debilitar conductas.

## Historia de las técnicas aversivas
La primera vez que se utilizó formalmente la terapia aversiva parece haber sido por Kantorovich (1929), quien se encargó de administrar choques eléctricos muy dolorosos a ciertos pacientes alcohólicos para erradicar este comportamiento en ellos.
En 1935, L. W. Max informó haber encontrado la cura para lo que se conocía antes como la enfermedad del ser homosexual, y esto lo hizo administrando choques eléctricos intensos a un paciente homosexual. Desgraciadamente, nunca llegó a la imprenta su prometida relación detallada de este caso histórico.
Sin embargo, el informe de Max sirvió para alentar a los demás para llevar a cabo este procedimiento en diversas situaciones experimentando con más pacientes.
En 1956, Wolpe trató dos casos de obesidad, aproximando una solución de agua fétida, a las fosas nasales de los pacientes, mientras estos manipulaban, olían y gustaban pedazos apetitosos de comida.
En uno, se logró un control temporal de comer en exceso y en el otro, un control duradero.

## Cómo funcionan las técnicas aversivas
Tras terminar esta terapia con técnicas aversivas se quiere provocar un cese total en la emisión del comportamiento y que el individuo genere después por manera voluntaria el no querer realizar de nuevo el comportamiento ya mencionado. De tal manera que para eliminar este comportamiento no deseado se necesita de una sanción para que el individuo se percate de que habrá una consecuencia a llevar a cabo tal acto. Se busca crear una respuesta condicionada y así eliminar por completo el comportamiento indeseado.
Primeramente se determina el comportamiento que desea tratarse. Acto seguido se busca alguna sanción o consecuencia que el individuo considere desagradable para que así deje de ejecutarlo. Un claro ejemplo podría ser en la aplicar algún tipo de sustancia desagradable en las uñas de una persona que continuamente tiene el impulso de morderlas. El individuo se percatará del desagradable sabor y esto eliminará por completo su deseo de quererlo hacer en las próximas ocasiones.
Estas técnicas se ponen en práctica para regular algún comportamiento no deseado, pero al igual necesita de algunos criterios éticos que necesitan tomarse en cuenta antes de llevarlas a cabo:
1.- Hacerlo siempre con el consentimiento tanto del paciente como de la familia, si es el caso. Entonces se necesita autorización.
2.- Estas técnicas se utilizan únicamente si no hay algún otro método alternativo que pueda utilizarse.
3.- El paciente debe estar informado de cada detalle, ya que debe saber de todo el proceso y sus consecuencias, tanto positivas como probablemente negativas, pues se verá involucrado en alguna situación de mucho disgusto.
4.- No usar métodos coercitivos para forzar a seguir el tratamiento aversivo.
Esta técnica de psicoterapia cognitiva puede ser utilizada para controlar la ansiedad que se puede crear cuando hay que elegir entre dos opciones excluyentes y también como una forma para lograr combatir trastornos conductuales (apatía, actitudes hostiles) en los jóvenes.
Desarrollada por Louis Raths, una parte de la premisa de que hay dos patrones patológicos en la educación de los niños, que son los siguientes:
1.- Una actitud con tendencia permisiva con una muy clara ausencia de valores.
2.- Una actitud bastante rígida e hipermoralizante.
Para llevarse a cabo consta de una serie de ejercicios en los que se clarifican y elaboran los valores, se eligen detenidamente las acciones basadas en esos valores y se observan después las consecuencias de esas acciones.
El tratamiento aversivo se utiliza ampliamente en las situaciones de trastorno obsesivo, compulsivos, fetichismo y hábitos de atracción hacia personas u objetos inadecuados.
Siempre que sucede la respuesta emocional indeseable, se establece un cierto grado de inhibición condicionada de la respuesta y un debilitamiento de su hábito del vínculo entre la respuesta y el estímulo.